# Gosplan
Il Comitato statale per la pianificazione (in russo Государственный комитет по планированию?, Gosudarstvennyj komitet po planirovaniju), meglio nota con l'abbreviazione Gosplan, era l'agenzia responsabile della pianificazione economica nell'Unione Sovietica. Fondato nel 1921 e attivo fino alla dissoluzione dell'URSS nel 1991, il Gosplan ha mantenuto il suo ruolo principale di creazione e amministrazione di una serie di piani quinquennali che hanno diretto l'economia sovietica. Era affiancato dal Gossnab e dalla Gosbank.

## Storia

### Situazione economica
Il momento successivo alla rivoluzione d'ottobre e alla guerra civile russa fu un periodo di collasso economico. La produzione e la distribuzione dei beni necessari furono messe a dura prova dalla chiusura delle fabbriche e allo spopolamento delle maggiori città come Pietrogrado, con i cittadini urbani che ritornarono nelle campagne per ottenere un posto nella redistribuzione della terra e per evitare la disoccupazione, la mancanza di cibo e carburante diventati endemici. Nel 1919 iniziò ad emergere l'iperinflazione, spingendo in seguito il sistema economico della Russia sovietica fino al collasso totale.
Venne applicato un sistema ad hoc che verrà ricordato come il comunismo di guerra. Il Consiglio della difesa dei lavoratori e dei contadini del governo sovietico cercò di salvare ciò che era rimasto dell'industria russa per conto dell'Armata rossa, bloccata in una lotta tra la vita e la morte contro il movimento bianco, sostenuta dall'intervento militare dell'Impero Britannico, Francia, Giappone, Stati Uniti e altri paesi. Nelle campagne le requisizioni di cibo secondo la politica della prodrazvërstka, spesso con l'uso della violenza, furono attuate sotto gli auspici nominali del Commissariato del popolo dell'agricoltura.
All'interno di questa situazione caotica, l'idea di una pianificazione a lungo termine era rimasta soltanto un'utopia durante i primi anni di vita della Russia sovietica, fino a quando con la vittoria dei bolscevichi nella guerra civile nel 1920 venne posta particolare attenzione alla questione di una pianificazione sistematica dell'economia sovietica. Nel marzo del 1920, il Consiglio della difesa dei lavoratori e dei contadini venne rinominato in "Consiglio del lavoro e della difesa" (STO) e iniziò a svolgere il compito della pianificazione.
L'STO fu stabilito come una commissione del Consiglio dei commissari del popolo (Sovnarkom), guidata dagli stessi commissari del popolo, una rappresentanza dei sindacati russi e dal direttore dell'Agenzia centrale di statistica. L'STO doveva stabilire un singolo piano economico per la Russia sovietica e doveva dirigere il lavoro del singolo Commissariato del popolo per la riuscita del piano, e come ha osservato lo storico E. H. Carr "per la prima volta la RSFS Russa ebbe un organo di pianificazione generale con funzioni chiare e definite".
Il Comitato di stato per la pianificazione, noto comunemente come "Gosplan", venne fondato come un sub-comitato consultivo dell'STO, con il compito di condurre dettagliate indagini economiche e fornire delle raccomandazioni nel processo decisionale del STO.

### L'istituzione

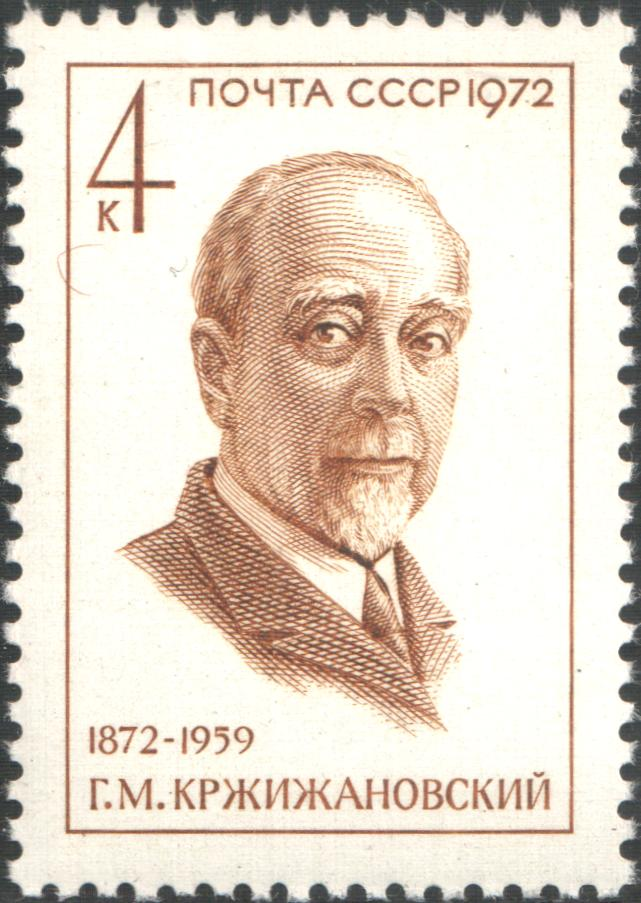
Gleb Kržižanovskij, primo direttore del Gosplan, ritratto su un francobollo sovietico commemorativo del 1972.

Il Gosplan fu formalmente istituito da un decreto del Sovnarkom, datato 22 febbraio 1921, passato ironicamente nello stesso giorno in cui veniva pubblicato un articolo scritto dal leader sovietico Lenin sulla Pravda dove criticava i sostenitori di un "singolo piano economico" per le loro "chiacchiere inutili" e "pedanteria noiosa". Nello stesso articolo, Lenin definiva il piano GOELRO per l'elettrificazione della nazione come "un serio lavoro sulla questione del singolo piano economico." Tuttavia, gli altri membri del Sovnarkom erano più ottimisti rispetto a Lenin, che sosteneva una sconfitta sulla creazione di un altro ente di pianificazione che era appunto il Gosplan. Come compromesso per unire i compiti dei due enti di pianificazione, il capo del GOELRO Gleb Kržižanovskij divenne il primo direttore del Gosplan.
Inizialmente il Gosplan aveva soltanto una funzione consultiva, ed era costituito soltanto da 34 persone al momento della fondazione nell'aprile del 1921. Queste venivano selezionate in base alle qualifiche accademiche nei settori specializzati dell'industria e soltanto 7 erano membri del Partito Bolscevico. Con la svolta parziale verso un sistema di produzione basato sull'economia di mercato secondo la Nuova politica economica (NEP), sorsero dei vincoli reali alla possibile attuazione della pianificazione centrale.
Il Gosplan divenne presto un importante organo burocratico per la pianificazione centrale ed aumentò gli investimenti nell'industria pesante, con Lev Trockij come uno dei più influenti politici dell'agenzia. Nel giugno del 1922 un nuovo decreto espanse i poteri del Gosplan permetto la creazione di piani anche per l'immediato. Oltretutto, l'agenzia doveva essere consultata dai vari commissariati economici riguardo alle proposte di decreti economici e finanziari inviati al Consiglio dei commissari del popolo. Nacque inoltre una rivalità amministrativa tra il Gosplan e il Commissariato del popolo della finanza (Narkomfin), quest'ultima favorevole alla stabilizzazione della moneta e all'espansione dell'economia generale attraverso il mercato regolato.
Il Gosplan non aveva alcun potere di compulsione nel suo primo intervallo di vita, ma era costretto a lavorare attraverso il Sovnarkom, STO, o i Commissariati del popolo per far implementare le sue proposte tramite un decreto. I calcoli economici dell'agenzia e i suoi consigli per la politica rimasero prevalentemente astratti durante la prima metà degli anni venti, con le scelte e la reale politica del Gosplan per la maggior parte disconnesse.

### L'emergenza
Le tensioni tra il Narkomfin e il Gosplan continuarono anche durante il periodo della NEP, dove il Narkomfin puntava ad un aumento delle esportazioni di grano per rafforzare la moneta bilanciandolo con le importazioni migliorando contemporaneamente le condizioni dei contadini, mentre il Gosplan emergeva come il principale sostenitore del cibo economico e dello sviluppo pianificato dell'industria.
Durante il 1925, il Gosplan iniziò a creare piani economici annuali noti come "controllo delle cifre" (контрольные цифры).
Il suo lavoro era coordinato con il Direttorato statistico centrale dell'Unione Sovietica, il Commissariato del popolo della finanza ed il Consiglio superiore dell'economia nazionale (VSNCH), in seguito con la Banca statale (Gosbank) ed il Gossnab.

### I piani quinquennali
Con l'introduzione dei piani quinquennali nel 1928, il Gosplan divenne responsabile della loro creazione e supervisione in base agli obiettivi dichiarati dal Partito comunista di tutta l'Unione.
Nel 1930 il direttorato statistico venne unito al Gosplan e quest'ultimo torno ad essere subordinato al Sovarkom il 3 febbraio 1931.
Durante il mese di maggio del 1955, il Gosplan venne diviso in due commissioni: la Commissione di stato del Consiglio dei ministri dell'URSS per la pianificazione avanzata, e la Commissione economica del Consiglio dei ministri dell'URSS per la pianificazione corrente. A queste veniva assegnata rispettivamente la pianificazione immediata e predittiva. Il lavoro dell'ultima era basato sui piani quinquennali consegnati dal Gosplan che intanto creava piani per i successivi 10-15 anni.
La sede del Gosplan era situata nell'edificio a Mosca dove attualmente risiede la Duma di Stato.

## Metodo dei bilanci materiali
L'introduzione del primo piano quinquennale nel 1928 portò ad una rivalutazione dei ruoli del Gosplan e del VSNCh, al tempo l'organo statale supremo per la gestione dell'economia. Questo riesame era necessario poiché il VSNCh stesso aveva anche il compito della pianificazione attraverso la Commissione della pianificazione industriale (Promplan), oltretutto l'introduzione del primo piano quinquennale avrebbe dato al Gosplan un ruolo che non era più quello di prognosi e stesura di 'figure di controllo' dato che i piani adesso erano diventati degli ordini da eseguire.
Per garantire il successo del piano era necessario assicurare che le entrate da una parte dell'economia combaciassero con le uscite da un'altra, e il Gosplan riusciva a farlo utilizzando il sistema dei 'bilanci materiali'. Per il periodo di un piano (in dettaglio per un anno o meno per un quinquennio), il Gosplan realizzava un grafico di bilancio in termini di unità di materiale (il denaro non veniva considerato come parte del processo d'acconto).
La prima fase nel processo consisteva nell'asserire quanto acciaio, cemento, lana, tessuto e altri materiali avrebbe potuto essere disponibili l'anno successivo, basandosi su dei calcoli specifici.
(R.V.Daniels )
La fase successiva era quella di identificare dove vi erano delle mancate corrispondenze tra i livelli delle uscite di un determinato materiale che veniva utilizzato come risorsa in un'altra parte dell'economia, ovvero dove vi erano differenze tra l'offerta e la domanda. Se queste disuguaglianze venivano identificate dopo, per il piano annuale, i piani di utilizzo di un particolare materiale potevano essere tagliati o veniva fatto uno sforzo alternativo per aumentare la disponibilità. Le mancate corrispondenze all'interno del piano quinquennale tra domanda e offerta potevano essere mitigate modificando i piani a lungo termine per aumentare la capacità produttiva.
(R.V.Daniels )
Utilizzando questo metodo, qualunque cambiamento nel piano per rimuovere i dislivelli tra entrate e uscite sarebbe risultato in centinaia, anche migliaia, di modifiche ai bilanci materiali. Ciò significava che, senza il sostegno dell'informatica, il Gosplan poteva soltanto gestire l'economia in maniera molto generale.
Le inclinazioni ideologiche portavano a piani irrealistici ed impossibili da eseguire ma la pressione per la loro attuazione portò ad un'ampia falsificazione delle statistiche su tutti i livelli d'indagine. Il feedback provocato da questi piani falsificati portò in seguito alla preparazione da parte del Gosplan di piani sempre più lontani dalla realtà:
(R.V.Daniels )

## Direttori del Gosplan
| Nome                                                          | Date             | Date             | Primo ministro in carica                         |
| Nome                                                          | Inizio mandato   | Fine mandato     | Primo ministro in carica                         |
| ------------------------------------------------------------- | ---------------- | ---------------- | ------------------------------------------------ |
| Commissione di stato pianificatrice                           |                  |                  |                                                  |
| Gleb Kržižanovskij (primo mandato)                            | 13 agosto 1921   | 11 dicembre 1923 | Vladimir Lenin                                   |
| Aleksandr Cjurupa                                             | 11 dicembre 1923 | 18 novembre 1925 | Vladimir Lenin, Aleksej Rykov                    |
| Gleb Kržižanovskij (secondo mandato)                          | 18 novembre 1925 | 10 novembre 1930 | Aleksej Rykov                                    |
| Valerian Kujbyšev                                             | 10 novembre 1930 | 25 aprile 1934   | Vjačeslav Molotov                                |
| Valerij Mežlauk (primo mandato)                               | 25 aprile 1934   | 25 febbraio 1937 | Vjačeslav Molotov                                |
| Gennadij Smirnov                                              | 25 febbraio 1937 | 17 ottobre 1937  | Vjačeslav Molotov                                |
| Valerij Mežlauk (secondo mandato)                             | 17 ottobre 1937  | 1º dicembre 1937 | Vjačeslav Molotov                                |
| Nikolaj Voznesenskij (primo mandato)                          | 19 gennaio 1938  | 10 marzo 1941    | Vjačeslav Molotov                                |
| Maksim Saburov (primo mandato)                                | 10 marzo 1941    | 8 dicembre 1942  | Iosif Stalin                                     |
| Nikolaj Voznesenskij (secondo mandato)                        | 8 dicembre 1942  | 9 gennaio 1948   | Iosif Stalin                                     |
| Comitato di stato della pianificazione                        |                  |                  |                                                  |
| Nikolaj Voznesenskij                                          | 9 gennaio 1948   | 5 marzo 1949     | Iosif Stalin                                     |
| Maksim Saburov (secondo mandato)                              | 5 marzo 1949     | 5 marzo 1953     | Iosif Stalin                                     |
| Grigorij Kosjačenko                                           | 5 marzo 1953     | 29 giugno 1953   | Georgij Malenkov                                 |
| Maksim Saburov (terzo mandato)                                | 29 giugno 1953   | 25 maggio 1955   | Georgij Malenkov                                 |
| Commissione economica di stato per la pianificazione avanzata |                  |                  |                                                  |
| Nikolaj Bajbakov (primo mandato)                              | 25 maggio 1955   | 3 maggio 1957    | Nikolaj Bulganin                                 |
| Iosif Kuz'min                                                 | 3 maggio 1957    | 10 maggio 1957   | Nikolaj Bulganin                                 |
| Commissione economica di stato per la pianificazione corrente |                  |                  |                                                  |
| Maksim Saburov                                                | 25 maggio 1955   | 25 dicembre 1956 | Nikolaj Bulganin                                 |
| Michail Pervuchin                                             | 25 dicembre 1956 | 10 maggio 1957   | Nikolaj Bulganin                                 |
| Comitato pianificatore di stato                               |                  |                  |                                                  |
| Iosif Kuz'min                                                 | 10 maggio 1957   | 20 marzo 1959    | Nikolaj Bulganin, Nikita Chruščëv                |
| Aleksej Kosygin                                               | 20 marzo 1959    | 4 maggio 1960    | Nikita Chruščëv                                  |
| Vladimir Novikov                                              | 4 maggio 1960    | 17 luglio 1962   | Nikita Chruščëv                                  |
| Veniamin Dymšic                                               | 17 luglio 1962   | 24 novembre 1962 | Nikita Chruščëv                                  |
| Pëtr Lomako                                                   | 24 novembre 1962 | 2 ottobre 1965   | Nikita Chruščëv, Alexej Kosygin                  |
| Nikolaj Bajbakov (secondo mandato)                            | 2 ottobre 1965   | 14 ottobre 1985  | Alexej Kosygin, Nikolaj Tichonov, Nikolaj Ryžkov |
| Nikolaj Talyzin                                               | 14 ottobre 1985  | 5 febbraio 1988  | Nikolaj Ryžkov                                   |
| Jurij Masljukov                                               | 5 febbraio 1988  | 1º aprile 1991   | Nikolaj Ryžkov, Valentin Pavlov                  |